# Arrondissement d'Osterode am Harz
L'arrondissement d'Osterode am Harz est un ancien arrondissement  ("Landkreis" en allemand) de Basse-Saxe  (Allemagne).
Son chef-lieu était Osterode am Harz. Le 1er novembre 2016, il a fusionné avec l'arrondissement de Göttingen, étant désormais inclus dans le périmètre élargi de celui-ci.

## Villes, communes et communautés d'administration
(Nombre d'habitants en 2013)
Einheitsgemeinden
- 1. Bad Grund (Harz), ville (8 851)
- 2. Bad Lauterberg im Harz, ville (10 813)
- 3. Bad Sachsa, ville (7 545)
- 4. Herzberg am Harz, ville (13 227)
- 5. Osterode am Harz, ville, commune autonome (22 532)

Samtgemeinden avec leurs communes membres
* Siège de la Samtgemeinde
| - 1. Samtgemeinde Hattorf am Harz (7 545) 1. Elbingerode (470) 2. Hattorf am Harz * (4 125) 3. Hörden am Harz (1 038) 4. Wulften am Harz (1 912) | - 2. Samtgemeinde Walkenried (4 732) 1. Walkenried * (2 313) 2. Wieda (1 359) 3. Zorge (1 060) |

gemeindefreies Gebiet (territoire inoccupé)
- Harz (Osterode am Harz) (267,37 km2, inhabité)

## Administrateurs de l'arrondissement
- 1868–1876: Franz Bollert
- 1876–1885: Julius Rasch (de)
- 1885–1905: Heinrich Rottländer
- 1905–1916: Gottfried Schwendy (de)
- 1916–1919: Alfred Freiherr von Stockmar (de)
- 1919–1928: Hans Windels (DVP)
- 1928–1933: Wilhelm Velthaus (de) (SPD)
- 1933–1945: Hans von Schönfelder
- 1945–1946: Konrat Ziegler (de)
- 1946–1950: Wilhelm Hohmann
- 1950–1951: Adolf Bock
- 1951–1952: Wilhelm Hohmann
- 1952–1954: Heinz Müller (de) (FDP)
- 1954–1955: Herbert Jordan
- 1955–1959: Wilhelm Hohmann
- 1955–1963: Karl Schmidt
- 1963–1964: Wilhelm Armbrecht
- 1964–1965: Jean Uebel
- 1965–1981: Albert Ohnesorge
- 1981–1986: Hermann Seifert
- 1986–1990: Otto Haberlandt (de) (SPD)
- 1990–1999: Manfred Thoms
- 1999–2011: Bernhard Reuter (de) (SPD)
- 2011–2016: Klaus Liebing